# هندرون (کنتاکی)
هندرون (به انگلیسی: Hendron) یک منطقهٔ مسکونی در ایالات متحده آمریکا است که در شهرستان مک‌کراکن، کنتاکی واقع شده‌است. هندرون ۱۳٫۴ کیلومتر مربع مساحت و ۴٬۲۳۹ نفر جمعیت دارد و ۱۱۲ متر بالاتر از سطح دریا واقع شده‌است.